# Кройс, Доминика
Доминика Анна Кройс (пол. Dominika Anna Krois, род. 1972) — польский государственный деятель и дипломат. С ноября 2019 года является Постоянным представителем Польши в Офисе ООН в Вене.

## Биография
Доминика Кройс родилась в 1972 году. Окончила юридический факультет Ягеллонского университета, получила степень доктора философии в этом же университете в 2006 году, защитив диссертацию Международное публичное право против проблемы коррупции. Также обучалась в Венской дипломатической академии. Кроме польского, свободно владеет английским, французским и немецким языками. Общается на хорватском, испанском и русском языках.

## Деятельность
В 1999 году Доминика Кройс перешла работать в Министерство иностранных дел Польши. Являлась вторым секретарём по вопросам ЕС в посольстве в Берлине (2001—2005), затем первым секретарём, советником и первым советником Постоянного представительства Польши при Офисе ООН и международных организациях в Вене, отвечала за вопросы безопасности, нераспространения ядерного оружия, терроризма и официальной помощи в целях развития (2006—2010). Кройс также была заместителем главы Конференции государств-участников Конвенции ООН против транснациональной организованной преступности. В МИД работала в департаментах Европейского Союза, правовых и договорных вопросов и внешнеполитической стратегии и планирования. Позднее работала в Европейской службе внешних действий в Представительстве ЕС при международных организациях в Вене (2011—2015) и координатором отношений с ОБСЕ, ответственным за европейскую политику безопасности и отношения со странами Восточной Европы (2015—2019). 10 октября 2019 года она была назначена Постоянным представителем Польши при Отделении ООН и международных организациях в Вене. Начала свою миссию в ноябре 2019 года.